# 亞洲廣播網
亞洲調頻廣播網（英語：Asia Radio Family），簡稱亞洲廣播網，是一個位於台灣的廣播聯播網，廣播地區為基隆市、台北、桃園市、新竹以及苗栗縣。成立於1996年。

## 歷史
1996年6月3日，亞洲電台開播，電台定位於「年輕人的音樂資訊」。
1998年7月，透過亞太1號、亞太2號衛星，向全世界的華人發送廣播節目，成為台灣第一家在亞洲、美國播音的民營電台。
1997年4月，亞洲電台與亞太廣播（亞太廣播股份有限公司，前新苗廣播電台）策略聯盟，亞洲調頻廣播網正式開播。
2008年，飛揚調頻廣播（前鄉音電台）正式加入亞洲廣播家族，主要播放經典音樂為主。
2014年1月1日，亞洲電台、亞太電台的節目改為滾輪式播出。
2021年7月30日，亞洲廣播網更改台標、台呼（不含飛揚調頻的台標）。

## 收聽頻率
| 電台名稱    | 收聽頻率 | 收聽地區 |
| ----------- | -------- | --- |
| 亞洲電台    | FM92.7   | 桃園市全部（復興偏遠地區除外）、新竹縣市部分地區、基隆市（七堵、暖暖）、台北市全部、新北市全部（烏來偏遠地區除外）                                                                  |
| 亞太電台    | FM92.3   | 台北市北投（陽明山上）、桃園市全部、新竹市全部、新竹縣全部（五峰、尖石偏遠地區除外）、苗栗縣(苗栗、竹南、頭份、三灣、頭屋、造橋、後龍、西湖全部，南庄、通宵、獅潭、公館、銅鑼部分） |
| 895飛揚調頻 | FM89.5   | 桃園市、新竹縣市全部（山區除外）、苗栗縣部分地區、新北市（淡水、三峽、鶯歌、林口、土城、中和、永和、新店、汐止等地區）、台北市（南港、北投、大安、信義、松山、木柵等地區）          |

## 過往聯播網成員
- 竹塹廣播電台（新竹）：現為「微微笑廣播網」成員台[8]。
- 關懷廣播電台[9]
- 冬山河廣播電台

## 帶狀節目

### 地方新聞
週一至週五國定假期則改播《TVBS新聞》，重播時段為「電腦隨機播歌」
| 電台         | 播出時間        | 重播                  | 區域                            |
| 亞洲電台     | 平日18:48~18:59 | 週二~週六 07:21~07:32 | 桃園                            |
| 亞太電台     | 平日18:50~19:00 | 週二~週六 07:21~07:32 | 新竹、苗栗 （大多為新竹的新聞） |
| 飛揚調頻廣播 | 平日18:36~18:46 | 週二~週六07:19~07:29  | 桃園、新竹                      |

### 電視新聞
- 《華視焦點新聞》（華視新聞提供）
  - 亞洲電台：平日19:05~19:08
  - 亞太電台、飛揚調頻：平日19:03~19:06
- 《TVBS新聞》
  - 平日：07:00、14:02、20:02、22:02、24:02
  - 假日（含國定假日）：07:00、18:50

## 特色

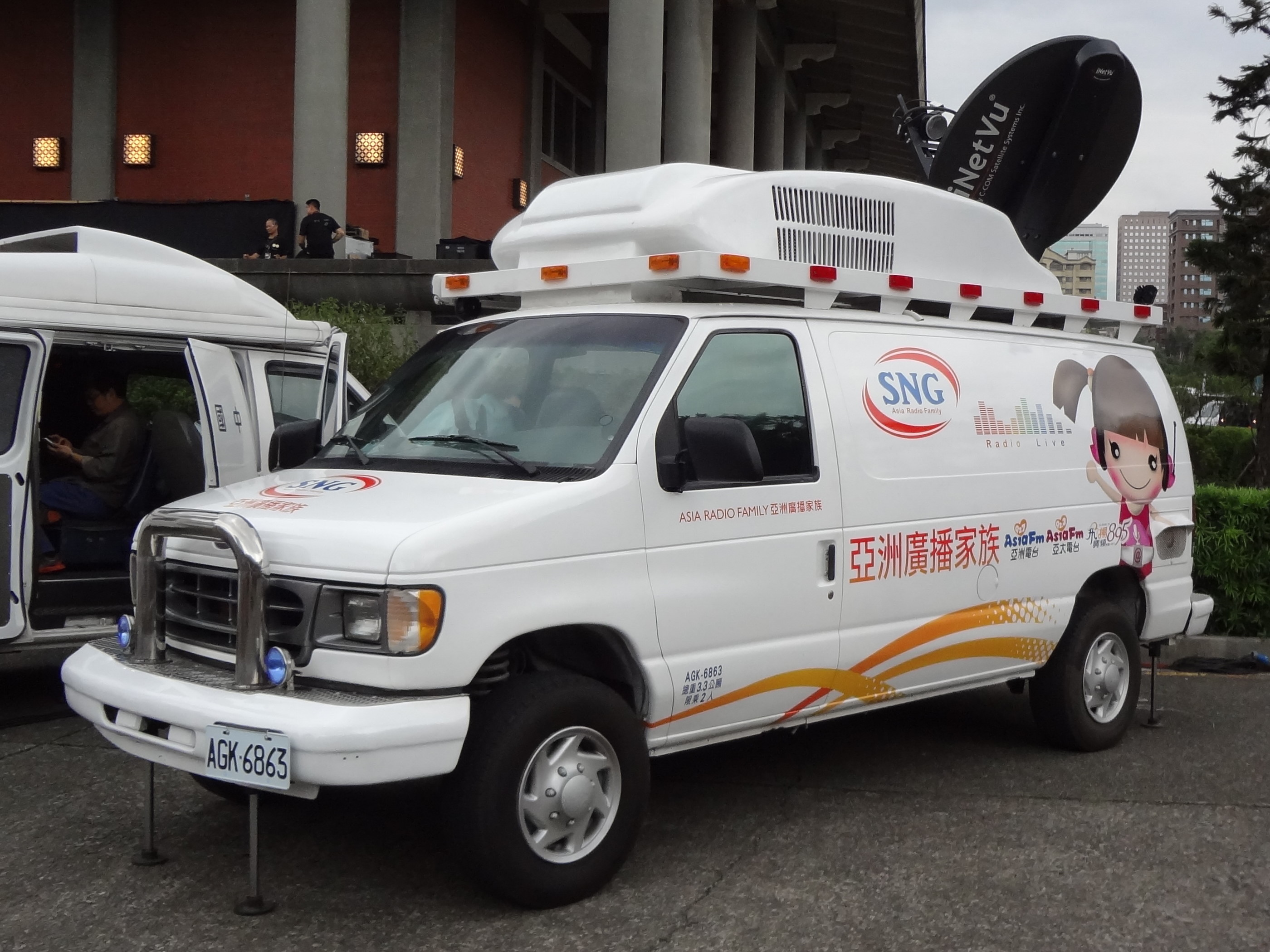
亞洲廣播網轉播車AGK-6863

- 擁有台灣廣播業界唯一及第一台SNG實況轉播車。
- 亞洲電台、亞太電台的台呼和KISS Radio類似，使用流行歌曲當台呼[10]。
- 《ASIA FM 晨間新聞》、《ASIA FM 晚間新聞》為聯播TVBS新聞台整點新聞。

## 夥伴電台
- 新加坡UFM100.3[11]
- 廈門廣播音樂台[12]
- 加拿大中文電台[13]

## DJ

### 桃園
節目名稱後標註★：聯播節目；F：飛揚調頻節目
| 姓名           | 节目名称               |
| -------------- | ---------------------- |
| 美音（謝美英） | News On Line ★         |
| 美音（謝美英） | FLY飛比尋常F           |
| 阿露 離職      | 少女911 ★              |
| Tia 離職       | 少女911 ★              |
| 楊凱涵         | 楊光好心情 ★           |
| 明欣 離職      | 94午桑                 |
| Eva 離職       | Touch Music ★          |
| 鏝鏝 離職      | ASIA女力報到（週二） ★ |
| 張艾莉         | ASIA女力報到（週三） ★ |
| 張艾莉         | 飛揚時光機F            |
| 黃子宇         | 子想宇你聽音樂 ★       |
| 阿Q（謝承峰）  | 音樂人來瘋 ★           |
| 李岳           | 李岳的D調幫 ★          |
| RUBY（林珮瑩） | 跟著音樂去旅行 ★       |
| 佳佳（葉佳玲） | 音樂糖果屋 ★           |
| 陳學聖         | 戀戀桃花源             |

### 新竹／苗栗
- 凱洛《凱洛Fun音樂》
- Maggie《Maggie的午茶時光》
- 瑪莉《超級瑪莉》

### 飛揚
- 伍浩哲《音樂不插電》
- 芷靖《飛揚綜藝團》

## 外部連結
- 亞洲廣播網 （页面存档备份，存于）
- 飛揚調頻廣播 （页面存档备份，存于）
- 亞洲廣播家族的Facebook專頁
- FM92.3亞太廣播電台的Facebook專頁
- 廈門廣播音樂台
- 加拿大中文電台（页面存档备份，存于）